# Системин
Системин је биљни хормон стреса. По хемијској природи је пептид, синтетише се када организам подлегне повреди (попут исхране хербивора) и индукује синтезу одбрамбених једињења — инхибитора протеаза. До сада је детектован само у врстама из фамилије помоћница (Solanaceae).